# Sindi (gado)
Sindi ou Sindi vermelho é uma raça de gado bovino zebu, originária da Índia, atual província de Sinde, hoje Paquistão. Conhecida pela sua dupla aptidão, produzindo animais com aptidão para leite e carne no mesmo indivíduo.

## A Raça
Há muita divergência quando à grafia do nome desta importante raça zebuína. Wallace, no seu clássico trabalho de 1888, usa o termo Sindi para designar a raça Vermelho do gado Lover Sindi, ao passo que o capitão R. W. Little-Wood escreveu no seu livro de uma forma um pouco mais complicada: Scindh. Os autores modernos de língua inglesa chamam a raça de Red Sindhi, expressão que veio a ser adotada pelos zootecnistas da F.A.O., Ralph Phillips e N. R. Joshi.
No Brasil está se vulgarizando a denominação Sindi. A raça vem-se adaptando perfeitamente no nosso país, como aconteceu com as demais variedades indianas; podemos mesmo falar em naturalização desse gado, motivo pelo qual se deve igualmente nacionalizar o seu nome, adotando a forma mais simples Sindi, e abandonando o adjetivo “vermelho”, perfeitamente dispensável.

## Origem[3]
A variedade Las Belas, talvez a mais pura linhagem da raça, é encontrada no estado do mesmo nome, no Baluchistão, e assemelha-se ao gado vermelho do Afeganistão. Como nas demais raças zebuínas, pode-se observar uma certa variedade de tipos, fora de sua zona de origem e apresenta muitos pontos de semelhança com o gado Sahiwal, cujas raízes estão igualmente no gado vermelho da fronteira noroeste da Índia.

## O Sindi no Brasil[2]
Nas regiões Norte e oeste da Índia, de onde nos veio a maioria do gado importado e principalmente o Gir, existe também algum gado Sindi, do qual nos chegaram em diferentes ocasiões alguns exemplares, fato devidamente registrado nas nossas crônicas. Acredita-se ter sido provavelmente Sindi o reprodutor recebido na Bahia, em 1850, pelo Visconde de Paraguaçu - Porém, sem identificação e sim um reprodutor vermelho; Na falta de fêmeas do mesmo tipo, que garantissem a perpetuação da raça, é evidente que o seu sangue tenha se diluído na vacada crioula.
Pouco depois, provavelmente entre 1854 e 1856, de conformidade com a carta que JOAQUIM CARLOS TRAVASSOS dirigiu em 1906 ao Jornal dos Agricultores, entraram na Serra - Abaixo, expressão então usada para designar a Baixada fluminense, casais da variedade Sindi. O ilustre zootecnista descreve como sendo animais de pequeno porte, não excedendo 1 metro e 30 no cupim, porém reforçados, especialmente as vacas, “produtoras de excelente e abundante leite”.
TEÓFILO DE GODOY em 1903 ficou conhecendo e soube apreciar esta raça, tanto que 3 anos mais tarde estava disposto a importá-la, juntamente com a Nelore, a Guzerá e a Hissar, conforme anúncios da sua viagem. Dentre os animais importados, por Francisco Ravísio Lemos e Manoel de Oliveira Prata, em 1936, foram identificados reprodutores Sindi e várias fêmeas.
Vinte e dois anos depois dos sindis de Lemos e Prata, chegaram os animais para o Instituto Agronômico do Norte. Os que tiveram oportunidade de vê-los, em Belterra ou na Água Branca, compreendem perfeitamente a razão pela quais os primeiros Sindi desapareceram, confundidos e misturados com os mestiços da raça Kathiawar.

## O Berço da raça Sindi no Brasil
No Brasil a raça Sindi reconhece como Berço as Fazendas Reunidas Castilho - Sindi Castilho, um dos primeiros lugares a chegar e preservar desde 1936, disseminando genética para todos os demais.

"Por muitos anos sonhei em ver a raça Sindi ser reconhecida na pecuária produtiva nacional. Na morte do meu tio Cito (José Cesário de Castilho) e do meu pai (Adaldio Castilho), passei a assumir o comando da raça para a família. Trabalhei e trabalho com muito amor e dedicação sem medir esforços e custos para mostrar o potencial, fazendo testes em todos os sentidos para gerar dados  e comprovarmos as verdadeiras aptidões e qualidades do Sindi, assim podemos oferecer ao mercado produtos que correspondem aos anseios desejados.", conta Adaldio José de Castilho Filho.

## Organizações e Entidades
Os criadores da raça no Brasil se organizaram em duas entidades: a ABCZ (Associação Brasileira de Criadores de Zebu) e a ABCSindi (Associação Brasileira dos Criadores de Sindi). 

## Genética
Atualmente a raça passa por grande expansão pelo Brasil sobretudo pelo nordeste devido a sua adaptação a climas secos.